# こんばんは北九州
『こんばんは北九州』（こんばんはきたきゅうしゅう）は、NHK北九州放送局で2008年度から5年間放送された夕方のローカルニュース番組。

## 概要
1997年春から11年にわたって放送された『NEWSシャトル北九州』の後継番組として、2008年3月31日にスタートした。対象地域は北九州・筑豊・京築地域であるが、電波の関係で山口県下関市なども含まれるため、関門地域も対象である（特に下関市旧市部では北九州局の視聴者が多い）。
2008年度の改編で、北九州ローカル枠がさらに削られ、昼間のニュースについてはラジオ同様福岡放送局からとなってしまった。従って、この番組が1日で最初のエリア限定ニュースとなっている。
内容は『NEWSシャトル』に引き続き基本的に福岡県関連のニュースであるが、地域性を考慮して北九州・筑豊地方と山口県下関市のニュースを比較的多めに放送している。これは、下関にテレビ中継局ができる前、今の下関市が北九州局のエリアだったことの名残である。また大分県北部でも視聴者が多いため、これらの地域のニュースも織り込まれることが稀にある。また内容によっては、『熱烈発信!福岡NOW』の一部をそのまま流すことがあるが、同時放送は重大事案発生時に限られる。なお北九州向けに『～福岡NOW』のキャスターの紹介、あいさつはしない。
天気予報は一度18:35前（2008年度は18:30前）に放送された他、18:51に福岡から九州・沖縄の天気を、18:54以降は北九州からエリアの天気を伝える。
- 紹介される地域は北九州・筑豊・福岡地方、山口県西部、大分県北部。久留米など筑後地方の天気は扱わない。
- ピンポイント予報では小倉・下関（企救・関門エリア）、八幡・遠賀（遠賀エリア）、飯塚・田川（筑豊エリア）、行橋・中津（日豊沿線エリア）を紹介。
- これに加え、季節ごとに生活気象情報も取り上げる。「紫外線情報」「熱中症情報」「素肌乾燥情報」「桜の開花情報」が該当。
- また、門司港と苅田港の日の出・日の入り・満潮時刻・干潮時刻も紹介。

祝祭日は番組は休みとなり、18:45に北九州局からローカルニュースが放送される。その場合は、一日で唯一の北九州発番組となる。
- この場合も内容によっては福岡から伝えることがあるが、基本的に北九州のアナウンサーは登場する。
- この場合全国版の気象情報は通常の『首都圏ネットワーク』で放送されるスタイルのものが東京からそのまま流れ、その後北九州に戻りエリアの天気を伝える。

2012年度から九州・沖縄管内では、ブロック枠『ネットワーク九州沖縄』（実際には『福岡NOW』の延長）が内包されたが、2013年度改編で分離され、加えて女性キャスターのリストラ総入れ替えが行われたこともあり、5年で終了となった。後継番組は『ニュースブリッジ北九州』で、番組枠としては10分減るものの、北九州局の枠で見れば2分増える（ブロック枠が12分から10分に減るため）。

## 放送時間
- 月曜～金曜 18:10-18:58.55（JST）

※内容等により変更されることもある。

## 主なコーナー
- ふれあい町あるき/北九情報館…リポーターがエリア内の各地を訪ね歩いたり、エリアの情報を伝える。
- ニュースファイル○月（毎月最終放送日）…その月に起こったニュースのダイジェスト。
- 下関だより…関門海峡を挟んでお向かいのNHK下関支局の女性リポーターが取材した山口県下関市の話題を伝える。市町村合併により、現在、下関支局の管轄区域は下関市だけとなっている。
- VIVA!ギラヴァンツ…地元を本拠とするサッカークラブ「ギラヴァンツ北九州」（旧・JFL「ニューウェーブ北九州」）について解説・分析するコーナー。Jリーグ昇格に伴いそれまでの原則月1回「月刊ニューウェーブ」から試合後直近回の放送に変更され、これらの回は原則として垂水千佳が担当。
- アジア情報…以前は韓国・慶尚南道の情報のみで、回によってはNHK山口放送局に勤務する韓国人スタッフを招くこともあった。2010年度からは中国情報も扱うようになったため、全編キャスター進行になる。
- てれびポスト（水曜日）…視聴者から送られてきたビデオを紹介。主に地域の祭りや季節の映像が多い。
- ようこそNHK…NHK北九州放送局を見学に来た団体を紹介。見学の最後に収録し、基本的にその日の内に放送する。
- 牧陽子のおもいで散歩道…エリアで活動している人達をジャンルを問わず紹介。

福岡から放送されるもの
- ブロック共通企画…「追放!飲酒運転」など
- 街角情報フロム福岡…福岡局リポーターによる生活情報
- 一投良談…毎週木曜放送の福岡ソフトバンクホークス情報。オフシーズンは休止。
- 大相撲情報…大相撲開催中に放送。福岡の相撲担当アナと電話を繋ぎ、琴奨菊をはじめとした地元出身力士の情報を伝える。九州場所が行われる11月は会場となる福岡国際センターの放送席と結んで情報を伝える。

## 出演者

### キャスター
- 後藤理（ごとう・ただし）…2011年度まで主担当、現：東京アナウンス室
- 井原陽介（いはら・ようすけ）…2012年度主担当、現：福岡局
- 原田徹（はらだ・とおる）…アナウンサーが誰も担当できない時の代理
- 垂水千佳（たるみ・ちか）…サッカー担当、現：大阪局
- 有馬幸恵（ありま・ゆきえ）…2008年度
- 安部敏恵（あべ・としえ）…2009年度から

### リポーター
- 丹友美（たん・ともみ）…2008年度、現：松山局
- 牧陽子（まき・ようこ）
2010年3月19日の放送を最後に降板。北九州局には2000年ごろから10年在籍し、後藤とは彼が最初に北九州に赴任した時から一緒に仕事をした仲でもあり、後藤の妻の同僚でもあった。その後、退局後関西（京都→大阪）で番組制作にあたっている[2]。
- 桧山千尋（ひやま・ちひろ）…2010年度から、現：鹿児島局
- 山口局「慶尚南道便り」リポーター
イ・ユミ（李有美）→イ・ボラ（李ボラ）

### 福岡局担当
- 松尾剛（まつお・つよし）…2010年度まで
- 野村正育（のむら・まさいく）…2011年度から
- 秋山千鶴（あきやま・ちづる）…2011年度まで、現：ラジオセンター
- 佐々木理恵（ささき・りえ）…2012年度
- 梶田温子（かじた・みつこ。元山口局契約キャスター）…2009年度まで。2010年4月から12月まで高松局在籍。
- 林田真穂（はやしだ・まほ。主婦リポーター）…2009年度まで
- 松永友美（まつなが・ともみ）…2010年4月から2011年8月まで
- 松尾衣里子（まつお・えりこ）…2010年度から
- 高橋香央里（たかはし・かおり）…2011年度から
- 豊田瑠衣（とよだ・るい）…2011年8月から
- 歴代大相撲要員
刈屋富士雄（かりや・ふじお）→三瓶宏志（さんべ・こうし）→佐藤洋之（さとう・ひろゆき）
- 山内孝徳（元プロ野球選手）…「一投良談」コメンテーター。NHK出演自体を2009年いっぱいで取り止めた。
- 吉竹顕彰（よしたけ・あきら。日本気象協会九州支社所属気象予報士）

## テーマソング
- 引き続き、「大内義昭 with Angelico Sauce」が作・演奏を担当。オリジナル曲である。

※2010年度タイトルロゴが変更されたことにより、それまでのゆったりと落ち着いた感のある曲から、オープニング曲はアグレッシブな感じの曲に変わった。

## 備考
- 通常、福岡から垂れ流す場合は、挨拶は北九州から行い、ニュースや企画の本編だけを福岡から流す形態をとる。しかし、2008年9月22日の放送は、エリア内を地盤とする麻生太郎が自由民主党総裁に選出され、その記者会見を放送したことから時間が短縮されたことに加え、福岡市で発生した小学校1年男児殺害事件で母親が逮捕されるという事態となり、2本続けて福岡から放送しなければならなくなった。このため、記者会見終了後の18:32の開始は、北九州局も『なっとく福岡』垂れ流しとなり、松尾剛と秋山千鶴が冒頭挨拶。上記2本のニュースが終わった段階で北九州ローカルに切り替え、北九州のキャスターはここで挨拶した。なおこの日は、どちらの番組も通常オープニングをカットした。
- また、第45回衆議院議員総選挙が公示された2009年8月18日は、冒頭から『なっとく福岡』が放送され、北九州エリアではおそらく『NEWSシャトル北九州』開始以来初となる福岡局番組のオープニングが流れた[3]。しかし選挙関係のニュース終了後は飛び降りでこの番組に戻った。
- 2009年の年末特集は、この年生誕100年を迎えた松本清張の作品にちなみ、『ニュース 点と線』という副題を付けた。その予告CMは、『点と線』のあるシーンをモチーフとし、チーフアナウンサーの原田徹に女性スタッフを加え、JR小倉駅で撮影。かなり凝った内容であった。また題字揮毫は、福岡県立青豊高等学校書道部に依頼した。